# Magnetisk monopol
En magnetisk monopol er en hypotetisk partikel eller et legeme der besidder en "magnetisk ladning" forskellig fra 0 — populært sagt; en magnet der har enten en nord- eller en sydpol, men ikke begge dele. Ifølge blandt andet teorierne om superstrenge kan der godt eksistere magnetiske monopoler, men hidtil har man aldrig fundet eller fremstillet dem.
| Naturvidenskab | Spire Denne naturvidenskabsartikel er en spire som bør udbygges. Du er velkommen til at hjælpe Wikipedia ved at udvide den. |